# Alessandro Specchi

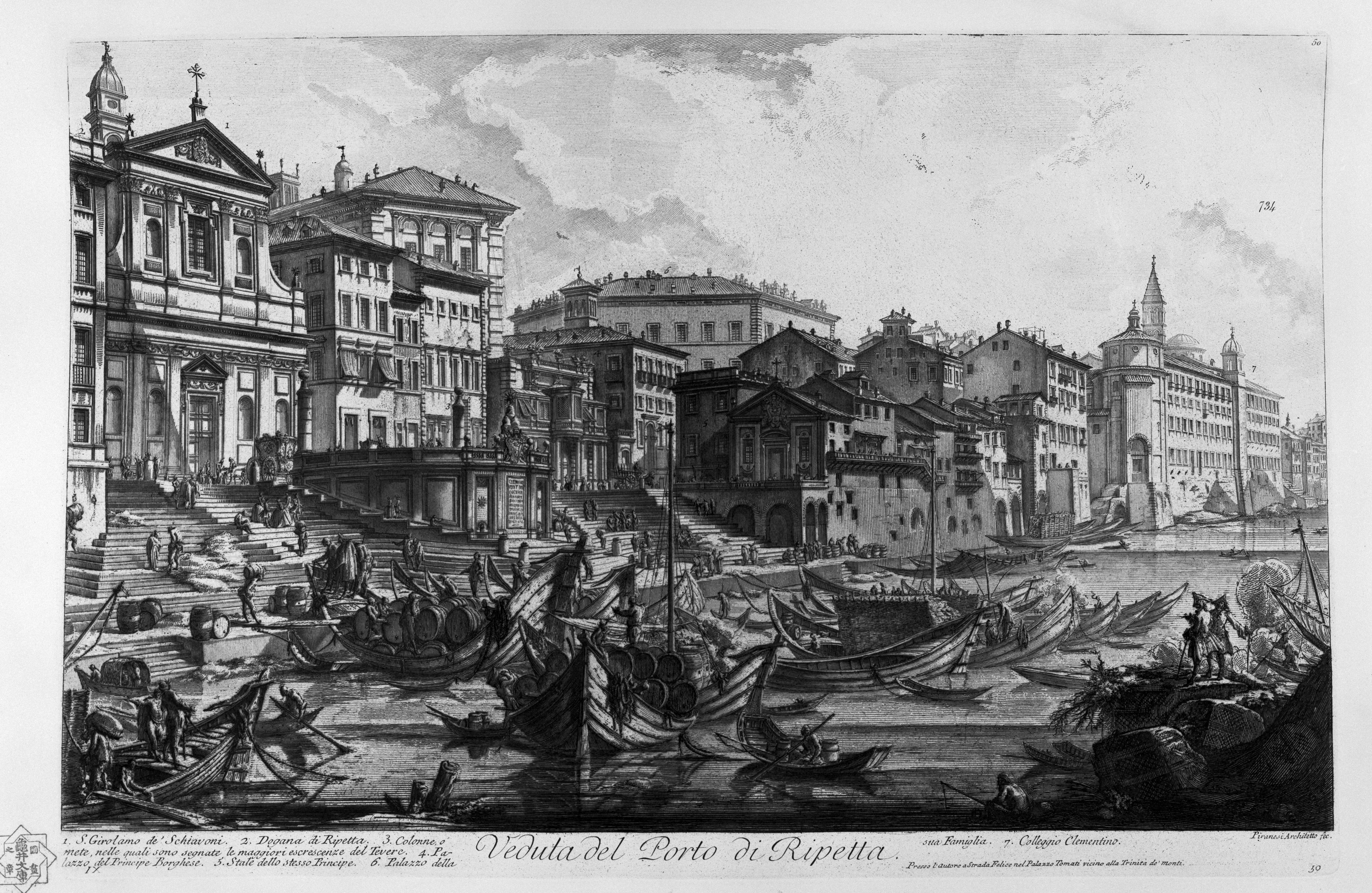
El Porto di Ripetta, en un grabado de G.B. Piranesi.

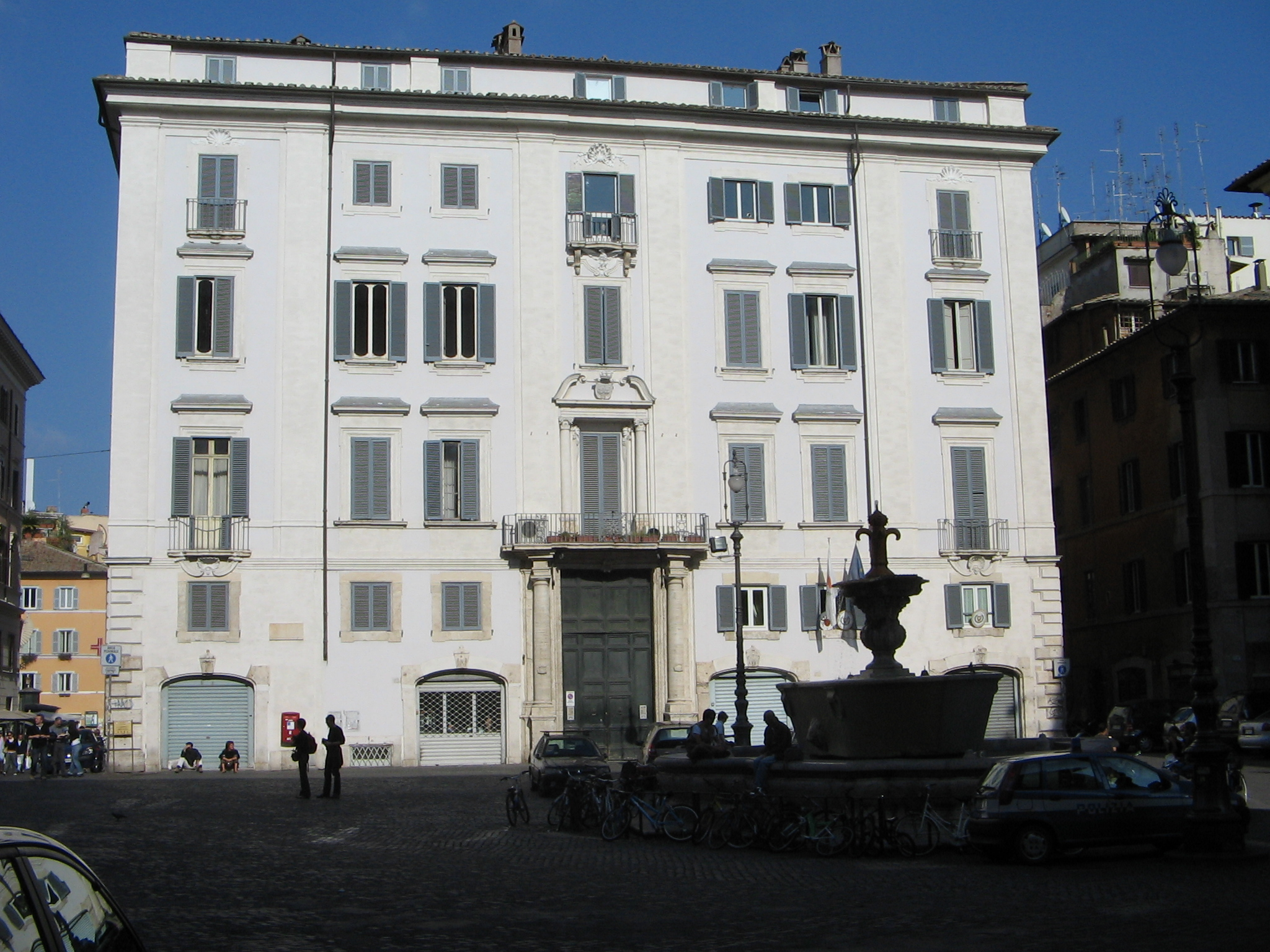
El Palazzo Pichini-Gallo de Roma, construido por Alessandro Specchi.

Alessandro Specchi (Roma, 1668 - ibídem, 16 de noviembre de 1729) fue un arquitecto y grabador italiano. 
Nacido en Roma, se formó como arquitecto con Carlo Fontana. También trabajó como grabador e hizo una conocida serie de planchas calcográficas representando vistas de la Ciudad Eterna.
Como arquitecto, recibió la influencia de Francesco Borromini. Su primer proyecto importante fue el diseño del Porto di Ripetta, un puerto fluvial en Roma, a orillas del río Tíber. Con el diseño de este puerto, Specchi rompió con la arquitectura clasicista de su maestro Fontana. El puerto fue destruido en 1874 con motivo de la construcción de sistemas contra las inundaciones y la creación de una vía en la orilla del río (Lungotevere) y sustituido por el Ponte Cavour. La fuente de la parte superior del puerto se trasladó a un lugar cercano.
En 1711 se convirtió en miembro de la Academia de San Lucas, academia de los artistas en Roma.
Como arquitecto papal, presentó un diseño para la escalinata que debía conducir desde la Plaza de España de Roma a la iglesia francesa de la Trinità dei Monti, pero la propuesta de Francesco de Sanctis, un arquitecto poco conocido, fue preferida por los monjes y la escalera se construyó entre 1723 y 1728 con arreglo a los diseños de De Sanctis, aunque quizá incorporando algunas ideas de Specchi, puesto que presenta muchas similitudes con el Puerto de Ripetta.
Intervino en el diseño de nueva planta y la remodelación de varios palacios romanos: en cuanto a los primeros, se cuentan el Palacio de Carolis en la Via del Corso (sede del Banco di Roma) y el Palazzo Pichini; e interviniendo con modificaciones en el Palazzo Verospi y el Palazzo Albani y adiciones en el Palazzo del Quirinale. Su diseño para la iglesia del Gesù Bambino no se materializó debido a la falta de fondos; sí se llevó a cabo según su diseño la terminación de la fachada de la iglesia de Santa Ana en la Ciudad del Vaticano, trazada por Jacopo Vignola.